# James Keeler

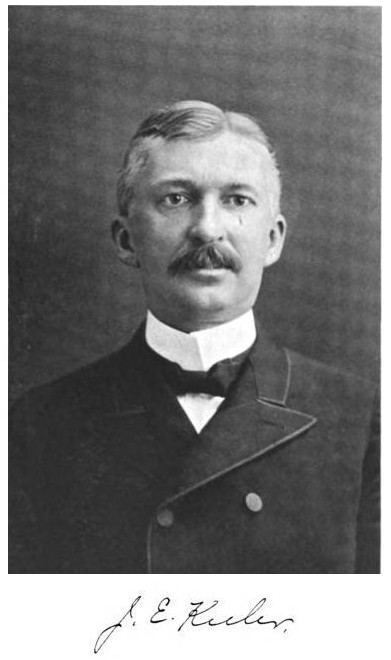
James Keeler

James Edward Keeler (La Salle (Illinois), 10 september 1857 – San Francisco (California), 12 augustus 1900) was een Amerikaans astronoom.
Van de leeftijd van 12 tot 20 jaar volgde James Keeler geen school maar hij toonde wel een grote interesse voor astronomie.  Hij bouwde verschillende astronomische toestellen en legde zich toe op het bestuderen van het zonnestelsel.  Dankzij een weldoener kon hij later aan de Johns Hopkins Universiteit studeren, waar hij zijn diploma behaalde in 1881.
Vanaf 1888 werkte hij op het Lick-observatorium maar werd benoemd tot directeur van het Allegheny Observatorium in 1891. Hij kwam terug naar het Lick Observatorium in 1898 als directeur maar stierf kort daarna in 1900.
Hij heeft spectroscopisch onderzoek verricht naar de ringen van Saturnus en bewees dat de ringen geen massieve schijven konden zijn omdat ze niet aan een uniforme snelheid rond Saturnus draaiden.
In 1899 won hij de Henry Draper Medaille.
Hij heeft twee planetoïden ontdekt, alhoewel de tweede daarna uit het oog verloren raakte en pas 100 jaar later teruggevonden werd.
Verschillende objecten in het zonnestelsel werden naar hem genoemd : een kleine scheiding in de ringen van Saturnus, kraters op Mars en de Maan, en planetoïde (2261) Keeler.
| (452) Hamiltonia | 6 december 1899 |
| (20958) A900 MA  | 29 juni 1900    |

## Extragalactische stelsels
James Keeler heeft in 1899 zes extragalactische stelsels ontdekt, vanaf de Aarde gezien zich schijnbaar in de buurt van Messier 51 bevindend, het bekende Draaikolkmelkwegstelsel in het sterrenbeeld Jachthonden. Elk stelsel kreeg een plaats in de Index Catalogue: IC 4263, IC 4277, IC 4278, IC 4282, IC 4284, IC 4285.

### Obituaries
- ApJ 12(1900) 239
- MNRAS 61(1901) 197

- Bibliothèque nationale de France: cb14486503x (data)
- Gemeinsame Normdatei: 117504645
- International Standard Name Identifier: 0000 0000 2642 3694
- Library of Congress Control Number: n84018140
- Nederlandse Thesaurus van Auteursnamen: 130197858
- PIC: 310945
- RKD-Nederlands Instituut voor Kunstgeschiedenis: 400713
- SNAC: w6vd7p13
- Système universitaire de documentation: 18529359X
- Virtual International Authority File: 22920687
- WorldCat: E39PBJhRCXRhTm6RgVRdRBV9jC